# Dynvargspindel
Dynvargspindel (Arctosa perita) är en spindelart som först beskrevs av Pierre André Latreille 1799.  Dynvargspindel ingår i släktet Arctosa och familjen vargspindlar. Enligt den finländska rödlistan är arten sårbar i Finland. Arten är reproducerande i Sverige. Artens livsmiljö är sandstränder vid Östersjön. Utöver nominatformen finns också underarten A. p. arenicola.